# 1705
| [ Edytuj tabelę ]              | |
| Król Polski                    | - 1696 August II Mocny 1706 - 1704 Stanisław Leszczyński 1709                                                                                |
| Współksiążęta Andory           | - 1695 Julià Cano i Thebar 1714 - 1643 Ludwik XIV 1715                                                                                       |
| Król Anglii i Szkocji          | - 1702 Anna Stuart 1707 |
| Elektor Bawarii                | - 1679 Maksymilian II Emanuel 1726 |
| Sułtan Brunei                  | - 1690 Nassaruddin 1705 - 1705 Hussin Kamaluddin 1730                                                                                        |
| Cesarz Chin                    | - 1661 Kangxi 1722 |
| Król Czech                     | - 1657 Leopold I Habsburg 1705 - 1705 Józef I Habsburg 1711                                                                                  |
| Król Danii                     | - 1699 Fryderyk IV 1730 |
| Dalajlama                      | - 1683 Cangjang Gjaco 1706 |
| Cesarz Etiopii                 | - 1682 Ijasu Wielki 1706 |
| Król Francji                   | - 1643 Ludwik XIV 1715 |
| Król Hiszpanii                 | - 1700 Filip V 1724 |
| Landgraf Hesji-Kassel          | - 1670 Karol I Heski 1730 |
| Stadhouder Holandii            | - 1702 drugi okres bez stadhoudera 1747 |
| Szach Iranu                    | - 1694 Sultan Husajn 1722 |
| Państwo Wielkich Mogołów       | - 1658 Aurangzeb Alamgir I 1707 |
| Król Irlandii                  | - 1702 Anna Stuart 1714 |
| Cesarz Japonii                 | - 1687 Higashiyama 1709 |
| Kalif                          | - 1703 Ahmed III 1736 |
| Patriarcha Konstantynopola     | - 1702 Gabriel III 1707 |
| Władca Korei                   | - 1674 Sukjong 1720 |
| Książę Kurlandii i Semigalii   | - 1698 Fryderyk Wilhelm Kettler 1711 |
| Książę Liechtensteinu          | - 1699 Jan Adam I 1712 |
| Sułtan Maroka                  | - 1672 Maulaj Isma’il 1727 |
| Książę Monako                  | - 1701 Antoni I 1731 |
| Król Nawarry                   | - 1643 Ludwik XIV 1710 |
| Król Norwegii                  | - 1699 Fryderyk IV 1730 |
| Sułtan Omanu                   | - 1692 Sajf I ibn Sultan 1711 |
| Elektor Palatynatu             | - 1690 Jan Wilhelm 1716 |
| Papież                         | - 1700 Klemens XI 1721 |
| Książę Parmy i Piacenzy        | - 1694 Franciszek 1727 |
| Król Portugalii                | - 1683 Piotr II 1706 |
| Król w Prusach                 | - 1701 Fryderyk I 1713 |
| Car Rosji                      | - 1682 Piotr I Wielki 1725 |
| Cesarz Rzymski (niemiecki)     | - 1658 Leopold I Habsburg 1705 - 1705 Józef I Habsburg 1711                                                                                  |
| Kapitanowie Regenci San Marino | - 1704 Giambattista Tosini Tommaso Ceccoli 1705 - 1705 Gian Giacomo Angeli Lorenzo Giangi 1705 - 1705 Giuseppe Loli Melchiorre Martelli 1706 |
| Elektor Saksonii               | - 1694 Fryderyk August I (król Polski) 1733                                                                                                  |
| Król Szwecji                   | - 1697 Karol XII 1718 |
| Król Tajlandii                 | - 1703 Luang Sorasak 1709 |
| Sułtan Turków                  | - 1703 Ahmed III 1730 |
| Doża Wenecji                   | - 1700 Alvise Mocenigo 1709 |
| Król Węgier                    | - 1655 Leopold I 1705 - 1705 Józef I 1711 |

Rok 1705 / MDCCV
stulecia: XVII wiek ~
XVIII wiek ~
XIX wiek

lata: 1695 «
1700 «
1701 «
1702 «
1703 «
1704 «
1705
» 1706
» 1707
» 1708
» 1709
» 1710
» 1715

## Wydarzenia w Polsce
- Ponowne wkroczenie oddziałów szwedzkich do Krakowa.
- 10 czerwca – papież w brewe skierowanym do kleru polskiego zabronił pod karą tzw. suspensy angażowania się hierarchii duchownej w koronację Stanisława Leszczyńskiego[1].
- 11 lipca – mord bazylianów w Połocku.
- 31 lipca – III wojna północna: zwycięstwo Szwedów w Bitwie pod Warszawą.
- 4 października – Stanisław Leszczyński i jego żona zostali koronowani na króla i królową Polski w Warszawie. Kraków musiał pod naciskiem Szwedów wysłać swoich reprezentantów na uroczystości koronacyjne. Była to pierwsza nowożytna koronacja króla poza Krakowem.
- 1 listopada – August II Mocny ustanowił Order Orła Białego.
- 18 listopada – w Warszawie zawarto antyrosyjski sojusz polsko-szwedzki.

- Rosjanie wkroczyli na Litwę.

## Wydarzenia na świecie
- 8 stycznia – w Theather am Gänsemarkt w Hamburgu odbyła się premiera opery Almira Georga Friedricha Händla.
- 16 kwietnia – Isaac Newton został pasowany na rycerza przez królową Annę w Trinity College w Oksfordzie.
- 5 maja – zmarł cesarz Leopold I Habsburg. Władzę przejął Józef I Habsburg.
- 16 lipca – III wojna północna: armia szwedzka pobiła Rosjan w bitwie pod Gemauerthof.
- 16 sierpnia – wojna o sukcesję hiszpańską: zwycięstwo Francuzów nad Austriakami w bitwie pod Cassano.
- 14 października – Carlos III zajmuje Barcelonę.

- Stłumienie powstania Kamizardów we Francji.
- Francuska opozycja gromadziła się wokół księcia Ludwika Burgundzkiego.
- Powstała brytyjska Rada Admiralicji (Coucil of Admirality), której honorowym szefem był książę-małżonek Jerzy Duński, a jednym z prominentnych członków Robert Walpole.
- Wybory w Wielkiej Brytanii wygrali Wigowie. Robert Harley próbował stworzyć koalicje umiarkowanych Wigów z umiarkowanymi Torysami.
- 1705-1724 budowa Blenheim Palace.
- Władcą Portugalii został Jan V, który przekupił papieża by zyskać wpływ na obsadę stanowisk kościelnych w Portugalii.
- Georg Friedrich Händel wyjechał z Niemiec do Italii.
- Fryderyk I Hohenzollern zaprzestał zwoływania landtagów pruskich.
- Jerzy Ludwik Hanowerski mógł połączyć księstwa Lüneburg-Celle z należącym do niego Brunszwik-Lüneburg, ponieważ linia Lüneburg-Celle wymarła.
- Austria – stworzono Komerzdeputation der Länder.
- Józef I Habsburg założył i upaństwowił wiedeńską ASP.
- Franciszek II Rakoczy ogłosił się księciem Węgier.

## Urodzili się
- 14 stycznia – Jean-Baptiste Charles Bouvet de Lozier, francuski żeglarz i odkrywca (zm. 1786)
- 24 stycznia – Farinelli, śpiewak operowy (zm. 1782)
- 13 lutego – Franciszka Urszula Radziwiłłowa, polska dramatopisarka (zm. 1753)
- 15 lutego – Charles André van Loo, francuski malarz (zm. 1765)
- 22 lutego – Peter Artedi, szwedzki przyrodnik (zm. 1735)
- 24 lutego – Walenty Franciszek Wężyk, polski duchowny katolicki, biskup przemyski (zm. 1766)
- 30 sierpnia – David Hartley, angielski psycholog i lekarz (zm. 1755)
- 24 września – Leopold von Daun, książę, austriacki marszałek polny (zm. 1766)
- 31 października – Klemens XIV, papież (zm. 1774)

## Zmarli
- 12 stycznia – Luca Giordano, włoski eklektyczny malarz i rysownik epoki baroku (ur. 1634)
- 5 lutego – Filip Jakub Spener, niemiecki luterański teolog i jeden z najbardziej znanych przedstawicieli pietyzmu, genealog (ur. 1635)
- 5 maja – Leopold I Habsburg, cesarz rzymski (ur. 1640)
- 16 sierpnia – Jakob Bernoulli, matematyk szwajcarski (ur. 1654)

## Święta ruchome
- Tłusty czwartek: 19 lutego
- Ostatki: 24 lutego
- Popielec: 25 lutego
- Niedziela Palmowa: 5 kwietnia
- Wielki Czwartek: 9 kwietnia
- Wielki Piątek: 10 kwietnia
- Wielka Sobota: 11 kwietnia
- Wielkanoc: 12 kwietnia
- Poniedziałek Wielkanocny: 13 kwietnia
- Wniebowstąpienie Pańskie: 21 maja
- Zesłanie Ducha Świętego: 31 maja
- Boże Ciało: 11 czerwca